# Irena Horban
Irena Wiesława Horban z domu Szymańska (ur. 16 kwietnia 1926 w Pruszkowie, zm. 25 lipca 2021) – polska nauczycielka, działaczka społeczna i samorządowa związana z Pruszkowem, prezes Pruszkowskiego Towarzystwa Kulturalno-Naukowego.

## Życiorys
Urodziła się w rodzinie kierownika fabryki ultramaryny Sommer i Nower. W czasie II wojny światowej związana z Armią Krajową. W trakcie powstania warszawskiego była sanitariuszką w szpitalu w Tworkach. Po zakończeniu okupacji niemieckiej ukończyła Gimnazjum i Liceum Ogólnokształcące im. Tomasza Zana w Pruszkowie, następnie studiowała na Wydziale Filozofii Uniwersytetu Warszawskiego. Podczas studiów była asystentką profesora Jerzego Manteuffla w Katedrze Papirologii UW. Pracowała jako nauczycielka historii w szkołach średnich w Warszawie, następnie zaś w macierzystej placówce w Pruszkowie. Była przewodniczącą NSZZ „Solidarność” w LO, następnie zaś współtworzyła Komitet Obywatelski w Pruszkowie, będąc jego sekretarzem oraz wiceprzewodniczącą. W wyborach samorządowych w 1990 uzyskała mandat radnej Pruszkowa z ramienia KO, w wyborach w 1994 zaś reelekcję z ramienia Porozumienia Pruszkowskiego.
Była związana z Towarzystwem Absolwentów, Wychowanków i Przyjaciół im. Tomasza Zana (pełniła funkcje sekretarza i prezesa tej organizacji). Była również prezesem Pruszkowskiego Towarzystwa Kulturalno-Naukowego, a także sekretarzem oddziału Światowego Związku Żołnierzy Armii Krajowej w Pruszkowie.
Była matką Andrzeja Horbana.

## Odznaczenia i wyróżnienia
W 2010 została odznaczona Krzyżem Kawalerskim Orderu Odrodzenia Polski, a w 2011 wyróżniona Medalem „Pro Memoria”. W 2017 otrzymała Krzyż Wolności i Solidarności.